# Централен аерохидродинамически институт
Централният аерохидродинамически институт (на руски: Центра́льный аэрогидродинами́ческий институ́т), съкратено ЦАГИ, е основан в Москва от пионера на руската авиация Николай Жуковски на 1 декември 1918 г. От 1935 г. институтът е разположен в гр. Жуковски, Московска област.
Сред последните проекти, по които е работил ЦАГИ, са ракетата „Енергия“ и космическият кораб „Буран“. В института са работили известни инженери като Николай Жуковски, Андрей Туполев и Павел Сухой.
Служи също за база на Московския физико-технически институт.